# Arena of Valor
 (juin 2022).
Le contenu est difficilement compréhensible vu les erreurs de traduction, qui sont peut-être dues à l'utilisation d'un logiciel de traduction automatique.
Arena of Valor, anciennement Strike of Kings, est une adaptation internationale de Honor of Kings, une arène de combat multijoueur en ligne développée par TiMi Studios et publiée par Tencent Games pour Android, iOS et Nintendo Switch pour les marchés en dehors de la Chine continentale. En septembre 2018, le jeu avait rapporté 140 millions de dollars américains hors de Chine. Arena of Valor était l'un des six jeux vidéo d'e-sport présentés aux Jeux asiatiques 2018, aux Jeux d'Asie du Sud-Est 2019 et aux Jeux asiatiques d'arts martiaux et intérieurs 2021 dans le cadre du sport de démonstration,,.   

## Système de jeu
Arena of Valor est un jeu d'arène de combat multijoueur en ligne (MOBA) développé pour mobile. Dans l'ensemble, le système de jeu d'Arena of Valor ressemble beaucoup à celui de League of Legends, un jeu MOBA sur PC développé et publié par Riot Games, qui est également une filiale de Tencent. 
Les joueurs contrôlent des personnages, appelés héros. Chacun de ces héros possède un ensemble unique de capacités. Les héros commencent un match avec un niveau d'expérience (XP) bas et peuvent gagner de l'or et de l'expérience de différentes manières : tuer des créatures non-joueurs telles que des sbires ou des monstres, vaincre d'autres joueurs, détruire des structures, passivement à travers le temps et à travers des objets spéciaux qui peuvent être achetés dans la boutique. Gagner de l'expérience déverrouille et augmente les capacités, ce qui rend le héros plus puissant. Les articles achetés dans la boutique ne sont pas conservés d'un match à l'autre. Tous les joueurs sont donc sur un pied d'égalité au début de chaque match.
Les matchs donnent aux joueurs des récompenses, telles que de l'or, qui peuvent ensuite être utilisées pour acheter une variété de héros ou d'arcanes. En plus de cela, les joueurs peuvent jouer un match de type classé, ce qui leur permet d'être mis en correspondance avec des joueurs qui sont à leur niveau de compétence et d'être classés dans le jeu. Des étoiles sont gagnées lors d'une victoire et perdues lors d'une défaite.

## Accueil
Arena of Valor a remporté le prix de la « Meilleure musique dans un jeu occasionnel / social » lors de la 15e édition annuelle des Game Audio Network Guild Awards. Le jeu était aussi nommé dans la catégorie « Meilleur instrument original ». Il a également été nommé dans la catégorie « Original Score - Video Game » aux Hollywood Music in Media Awards (en) 2017, pour « Original Dramatic Score, New IP » aux NAVGTR Awards, pour « Best Competitive Game » au 2018 Golden Joystick Awards, et pour « Fan Favorite Mobile Game » aux Gamers' Choice Awards. Arena of Valor: Flip the World a remporté le prix pour « Song / Score - Mobile Video Game » au 9e Hollywood Music in Media Awards (en), tandis que le jeu lui-même et Honor of Kings 2.0 ont été nommés pour la même catégorie au 10e Hollywood Music in Media Awards. Le jeu a également été nommé pour le « Meilleur sport mobile » aux Pocket Gamer Mobile Games Awards, tandis que Honor of Kings 2.0 a remporté le prix de la « Meilleure musique dans un jeu occasionnel » aux 18èmes Prix annuels de la guilde Game Audio Network Guild, alors que le jeu était aussi nommé dans la catégorie « Meilleure conception sonore dans un jeu causal / social ». 